# Артамонова, Алевтина Алексеевна
Алевти́на Алексе́евна Артамо́нова (в девичестве Ники́форова, также известна как А́лла Алексе́евна Артамо́нова, род. 12 мая 1963, Фрунзе, Киргизская ССР, СССР) — советская спортсменка, чемпион мира по спортивной акробатике.

## Биография
Занималась акробатикой в Тольятти, у заслуженного тренера СССР Виталия Гройсмана и хореографа, заслуженного тренера РСФСР, Людмилы Босых. После окончания спортивной карьеры вышла замуж, сменив фамилию. Проживает в Тольятти.

## Спортивные достижения
Мастер спорта международного класса по спортивной акробатике.
В 1980 году женская тройка в составе А. Никифоровой, Л. Клюкиной и Г. Замыцковой одержала победу на чемпионате РСФСР по спортивной акробатике, проходившем в Воронеже, на IX международных соревнованиях по спортивной акробатике на приз лётчика-космонавта В. Н. Волкова, а также победила на чемпионате СССР. Завоёвывала звание чемпиона РСФСР и в последующие два года.
Принимала участие в чемпионате мира 1982 года. Анализируя результаты чемпионата специалисты отмечали, что сложность программы советской тройки Никифорова — Клюкина — Замыцкова была невысока, равная сложности болгарской тройки и заметно уступающая программе китаянок. Указывалось на отсутствие высоких эффектных и сложных пирамид, недостаточность элементов высшей сложности. Однако отличная общедвигательная и хореографическая подготовка, удачный подбор партнёрш и стабильность выполнения композиций на фоне заметных срывов главных соперниц позволили тольяттинским спортсменкам завоевать все три золотые медали чемпионата. Эти же победы сделали Алевтину и чемпионкой Европы.
Неоднократная чемпионка СССР(1980, 1982) и РСФСР по спортивной акробатике (1980—1982 гг.).